# Torbjörn Flygt

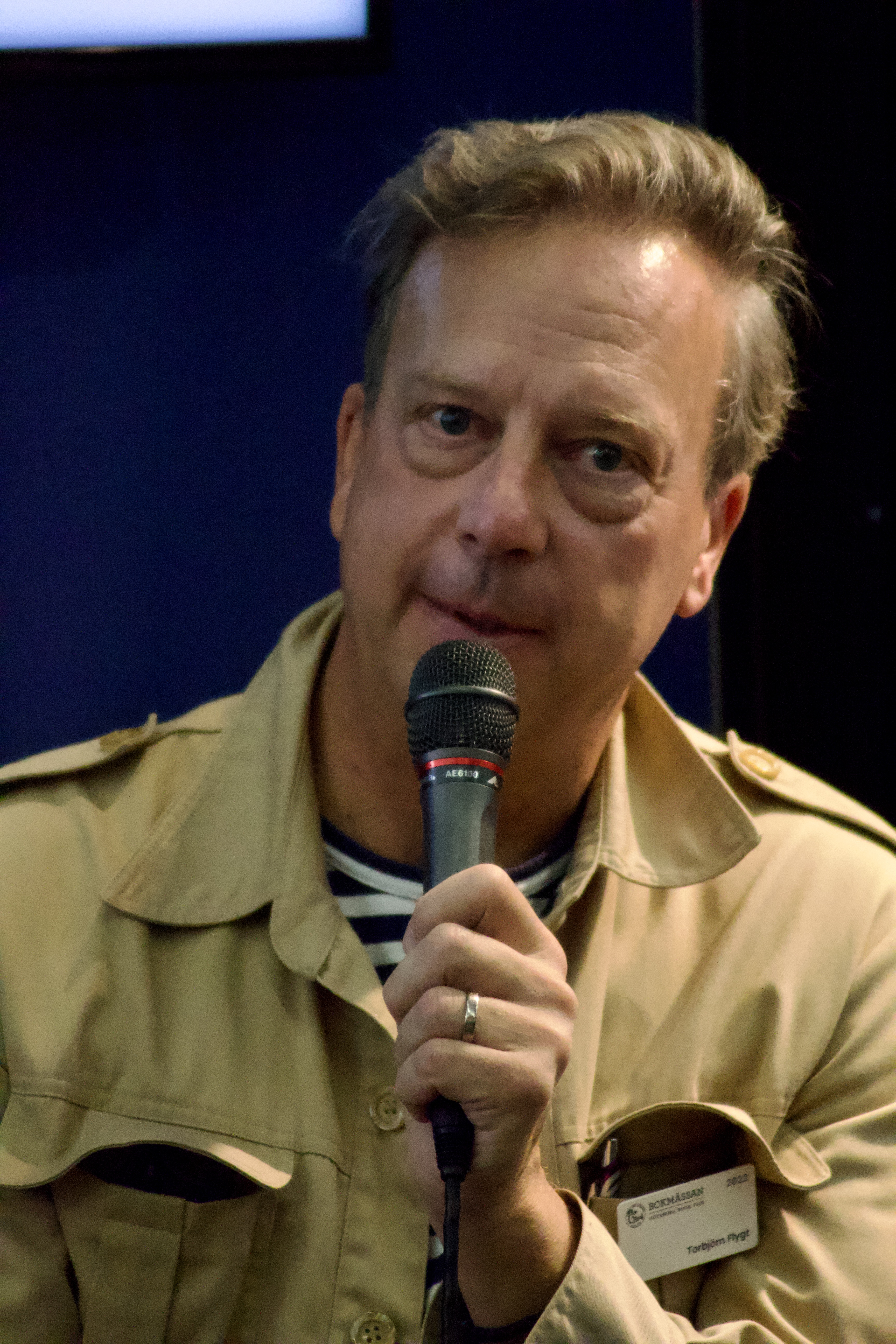
Torbjörn Flygt på bokmässan i Göteborg 24 september 2022

Johan Torbjörn Flygt, född 14 juni 1964 i Malmö, är en svensk författare, dramatiker, krönikör och litterär ståuppare. 
År 2001 fick han Augustpriset för romanen Underdog.

## Priser och utmärkelser
- 1981 – Brons i USM i tyngdlyftning för Baltic Club [2]
- 2001 – Augustpriset för sin tredje roman, Underdog
- 2001 – BMF-plaketten för Underdog
- 2002 – Gleerups skönlitterära pris
- 2023 – Stina Aronsons pris